# Alex Villagrasa
Alex Villagrasa  (n. en 1977 en Lérida, España) es un director, cineasta y realizador audiovisual. Graduado en Dirección de Cine en la Escuela Superior de Cine y Audiovisuales de Cataluña (ESCAC). 
Fue nominado, en 2007,  junto a David Ambit y Enric Masip, a los Premios Goya por los mejores efectos especiales en la película REC. En 2010 vuelve a estar nominado, junto a Salvador Santana, por la secuela REC 2. 
En el año 2010 ha sido galardonado con un Premio Gaudí, junto a Salvador Santana y David Ambit, por los efectos especiales de REC 2.
En el año 2011, es nominado en la categoría de mejores efectos visuales en los Premios Goya y los Premios Gaudí por la película Buried (Rodrigo Cortés 2010).

## Trabajos

### Como supervisor de Efectos Visuales y Digitales
Paradise Hills (2019)
Durant la tempesta (2018)
Marrowbone (2017)
El guardián invisible (2017)
Palmeras en la nieve (2015)
REC 4 (2014)[4]
- Grand Piano - 2013
- REC 3: Génesis - 2012
- Red Lights - 2012
- Emergo - 2011
- Buried - 2010
- REC 2 - 2009
- REC - 2007
- Bruno y Lupe - 2005

### Como director y realizador de videoclips
- The Users - Gallygows.
- Contigo - Sergio Rivero
- Si estoy loca - Malú
- Tengo un amor - Gala Evora
- Puede ser - Conchita
- Sin medida - Lorena
- Inmigrante - M Clan
- Las calles están ardiendo - M Clan
- Júrame - Rosa
- A portrait - Tea Servants
- Caracol - Mürfila

### Como director de cortos
- Get Stuffed - 2010

- El jardín de los sueños - 2002

### Otros
- Realizador de Ráfagas para el programa SILENCI? de TVC
- Guionista de: Sonata in Motion (2007) y El jardín de los sueños (2002)